# Доње Псарјево
Доње Псарјево је насељено место у саставу града Свети Иван Зелина у Загребачкој жупанији, Хрватска. До територијалне реорганизације у Хрватској налазило се у саставу бивше велике општине Свети Иван Зелина.

## Становништво
На попису становништва 2011. године, Доње Псарјево је имало 311 становника.

## Попис1991.
На попису становништва 1991. године, насељено место Доње Псарјево је имало 333 становника, следећег националног састава:
| Попис 1991.‍ | Попис 1991.‍ | Попис 1991.‍ | Попис 1991.‍ | Попис 1991.‍ |
| ----------- | ----------- | ----------- | ----------- | ----------- |
|             |             |             |             |             |
| Хрвати      | Хрвати      |             | 323         | 96,99%      |
| Југословени | Југословени |             | 2           | 0,60%       |
| Мађари      | Мађари      |             | 2           | 0,60%       |
| Немци       | Немци       |             | 1           | 0,30%       |
| непознато   | непознато   |             | 5           | 1,50%       |
| укупно: 333 |             |             |             |             |